# Ätzgoldimitation
Die Ätzgoldimitation ist eine häufige Dekorationsart von Porzellan. Sie ist eine Aufglasurdekoration und beruht auf Glanzgold.
Auf den glasierten und glattgebrannten Scherben wird das Dekormuster mit Hilfe einer Mattierungsgrundlage, z. B. Firnis, aufgetragen. Auf den noch feuchten Firnis wird sehr feiner Sand oder Glaspuder gestreut, um so raue Erhebungen zu erzeugen. Danach wird der Sand bei einem Dekorbrand eingebrannt. Nach diesem Brand wird dieses Dekormuster mit einem Glanzgoldüberzug versehen und erneut gebrannt. Aufgrund der Eigenschaft des Glanzgoldes, nur auf glatten Oberflächen zu glänzen, auf rauen aber matt zu bleiben, erscheint nach diesem Brand ein Dekor mit glatten und rauen Stellen, der eine Ätzgoldkante imitiert. Allerdings lassen sich bei einem Ätzgoldimitat die Erhöhungen und Vertiefungen kaum fühlen.
Zur Kostenreduzierung kann auch auf einen Brand verzichtet und das Gold direkt auf die getrocknete und besandete Mattierungsgrundlage aufgetragen werden.
Preiswerte und moderne Ätzgoldimitationen werden im Schiebebildverfahren dekoriert.